# Рюдігер фон дер Гольц
Рюдіґер фон дер Ґольц (нім. Gustav Adolf Joachim Rüdiger Graf von der Goltz; 8 грудня 1865, Цюлліхау, Провінція Бранденбург, Пруссія, нині Польща — 4 листопада 1946, Бернбойрен, Баварія, Німеччина) — німецький генерал періоду Першої світової війни. Начальник антибільшовицьких сил в Латвії. Керівник ветеранського руху Німеччини.

## Біографія
Походив із дворянського роду Ґольц. У роки Першої світової війни дослужився до посади командира так званої «Остзейської дивізії», що діяла в Прибалтиці. На чолі німецького експедиційного корпусу брав участь в громадянській війні у Фінляндії на боці уряду, надавав допомогу в організації фінської армії. Підтримував політику фінського генерала Карла Маннергейма.
На початку 1919 р. під тиском Антанти відкликаний з Фінляндії, повернувся в Балтію, де брав участь у створенні балтійського ландесвера. З 1 лютого 1919 командував антибільшовицькими силами в Латвії. Прихильник створення Балтійського герцогства. У квітні 1919 р. роззброїв в Лібаві латиські національні війська і змістив уряд Карліса Улманіса, замінивши його своїм ставлеником Андріевсом Ніедри. Війська під його командуванням зайняли Курляндію і Ригу (22 травня 1919 р.) (Після відставки фон дер Ґольца ці збройні сили перейшли під командування Павла Бермондта-Авалова).
У жовтні 1919 на вимогу латвійської влади і Великої Британії відкликаний з Латвії урядом Веймарської республіки.
У Німеччині став противником Веймарської республіки. Брав участь в капповскому путчі. З 1934 р. займав добре оплачувану, але маловпливову посаду керівника ветеранської організації Імперський союз німецьких офіцерів (нім. Reichsverband deutscher Offiziere).
В період перебування німецьких військ на території Латвії з 1941 по 1944 рр. Бульвар Аспазіяс в Ризі носив ім'я фон дер Ґольца.

## Звання
- Фанен-юнкер (3 березня 1885)
- Фенріх (15 травня 1885)
- Другий лейтенант (12 листопада 1885)
- Перший лейтенант (14 вересня 1893)
- Оберлейтенант (13 травня 1895)
- Гауптман (17 квітня 1897)
- Майор (14 листопада 1903)
- Оберстлейтенант (27 січня 1911)
- Оберст (20 травня 1913)
- Генерал-майор (18 серпня 1916)
- Генерал-лейтенант (27 серпня 1939) — підвищений з нагоди 25-ї річниці Танненбергської битви.

## Нагороди
- Орден Червоного орла
  - 4-го класу
  - 3-го класу з бантом
  - 2-го класу з мечами
- Столітня медаль (1897)
- Орден Альберта Ведмедя, лицарський хрест 1-го класу
- Орден Корони (Пруссія)
  - 3-го класу
  - 2-го класу з мечами і зіркою
- Орден військових заслуг (Іспанія) 2-го класу
- Орден Вюртемберзької корони, лицарський хрест з левом
- Орден Церінгенського лева, лицарський хрест 1-го класу (1908)
- Орден Грифа, почесний хрест
- Орден дому Саксен-Ернестіне, командорський хрест 2-го класу
- Хрест «За вислугу років» (Пруссія) (1910)
- Орден Альберта (Саксонія), командорський хрест 2-го класу
- Залізний хрест 2-го і 1-го класу
- Pour le Mérite (15 травня 1918)
- Орден Хреста Свободи 1-го класу з мечами і діамантами (Фінляндія; 8 липня 1918)
- Нагрудний знак «За поранення» в чорному
- Балтійський хрест
- Почесний хрест ветерана війни з мечами

## Мемуари
- Meine Sendung in Finnland und im Baltikum, K. F. Koehler, Leipzig 1920. (PDF-Datei)
- Vaterlandsverteidiger und Revolutions-Deutschland. Deutscher Michel, wach auf! Heft 8. E. Letsch, Hannover und Leipzig 1923.
- Als politischer General im Osten (Finnland und Baltikum) 1918 und 1919